# Ricardo Zonta
Ricardo Zonta (n. 23 martie 1976, Curitiba, Brazilia), este un pilot de curse auto, care a concurat în Campionatul Mondial de  Formula 1 în 5 sezoane.

## Cariera în Formula 1
| Sezon | Echipă                         | Puncte      | Loc clasament general |
| ----- | ------------------------------ | ----------- | --------------------- |
| 1997  | Benson & Hedges Jordan Peugeot | Pilot teste | -                     |
| 1998  | West McLaren Mercedes          | Pilot teste | -                     |
| 1999  | British American Racing        | 0           | -                     |
| 2000  | Lucky Strike Reynard BAR Honda | 3           | 14                    |
| 2001  | B&H Jordan Honda               | 0           | -                     |
| 2002  | DHL Jordan Honda               | Pilot teste | -                     |
| 2003  | Panasonic Toyota Racing        | Pilot teste | -                     |
| 2004  | Panasonic Toyota Racing        | 0           | -                     |
| 2005  | Panasonic Toyota Racing        | 0           | -                     |
| 2006  | Panasonic Toyota Racing        | Pilot teste | -                     |
| 2007  | ING Renault F1 Team            | Pilot teste | -                     |